# 牧野勇司
牧野 勇司（まきの ゆうじ、1950年9月17日 - ）は、日本の政治家。北海道士別市長（3期）。

## 来歴
北海道上川郡風連町（現・名寄市）出身。1973年（昭和48年）3月、北海道工業大学工学部機械工学科卒業。同年4月、士別市役所に入庁。市民税係長、市職労書記長・委員長などを歴任した。
1990年（平成2年）、旧士別市の市議会議員選挙に初当選。2005年（平成17年）9月1日、旧士別市と朝日町の新設合併により新市制の士別市が誕生。新士別市議を1期務める。副議長を歴任。
この間、1990年と1998年に市長選挙に出馬するがいずれも落選。
2009年（平成21年）9月13日に行われた市長選に民主党・社民党・新党大地の推薦を得て出馬。自民党の支持を得た前副市長の相山慎二を51票の小差で破り、初当選した（牧野：7,690票、相山：7,639票）。9月25日、士別市長に就任。
2013年（平成25年）、無投票により再選。2017年（平成29年）、無投票により3選。
2021年（令和3年）に行われた市長選には出馬せず、引退。2022年、旭日中綬章受章。